# Les Vieux de la vieille (film)
Pour plus de détails, voir Fiche technique et Distribution.
Les Vieux de la vieille est un film franco-italien réalisé par Gilles Grangier en 1960 et sorti sur les écrans français le 2 septembre 1960. C'est une adaptation du roman Les Vieux de la vieille (1958) de René Fallet.

## Synopsis
Retraité de la SNCF, Baptiste Talon rentre en Vendée dans son village natal de Tioune, pour y retrouver deux vieux amis et camarades d’enfance. Jean-Marie Péjat et Blaise Poulossière avec lesquels ils mettent le village en émoi par leur franc-parler et leurs blagues de potache. Baptiste leur apprend être revenu pour résider à l'hospice de Gouyette tout proche et dont on lui a vanté les mérites. Jean-Marie, réparateur de cycles et vieux célibataire, décide de l'accompagner à la suite d'une mésaventure, lors du bal de la Fête aux Escargots, lui ayant fait prendre conscience n'être plus tout jeune. Blaise, ancien éleveur de cochons vivant dans sa famille désormais dirigée d'une main de fer par son fils, décide aussi de se joindre à eux. Les trois compères partent dès lors à pied sur la route, avec leurs sacs et leur panier de pinard, pour un voyage ponctué de nombreuses péripéties. Une fois à destination, déçus par l'ambiance austère régnant dans l’hospice dirigé par des sœurs, ils n'ont d'autre projet que de rentrer au village. Ayant réussi à fuir Gouyette, ils retournent au village mais sont vertement sermonnés par le maire, lequel accepte néanmoins leur retour, à la condition expresse de se tenir sages. Combien de temps ces incorrigibles papys toujours à l'affût d'une bonne plaisanterie vont-il respecter leur promesse ?

Principaux rôles
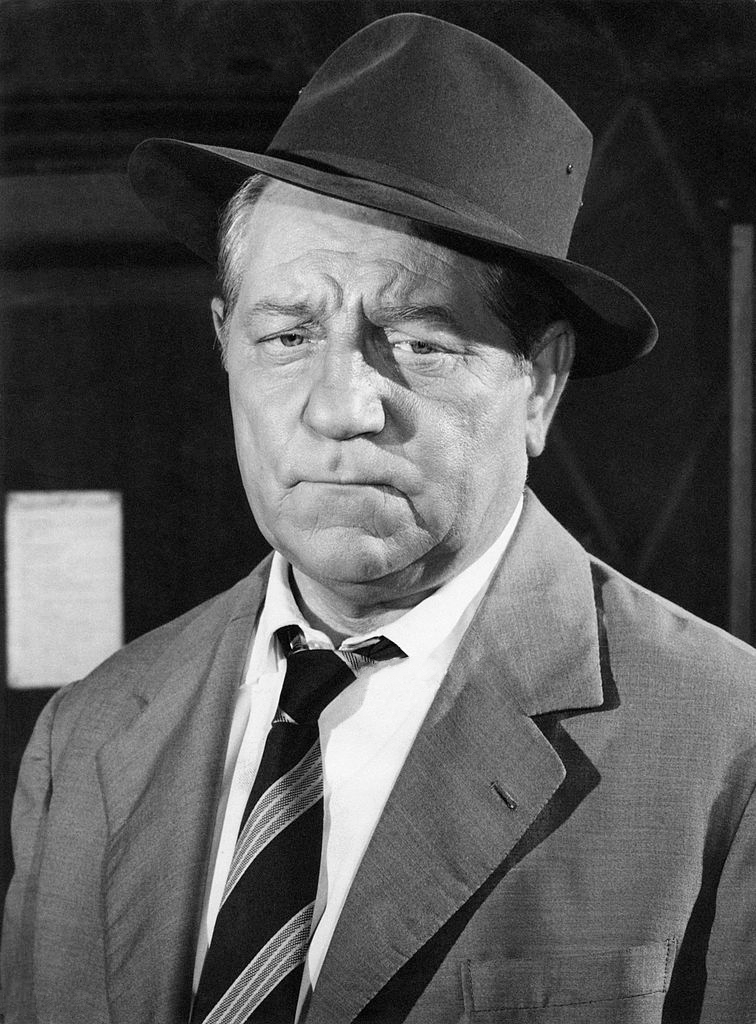
Jean Gabin (Jean-Marie Pejat)
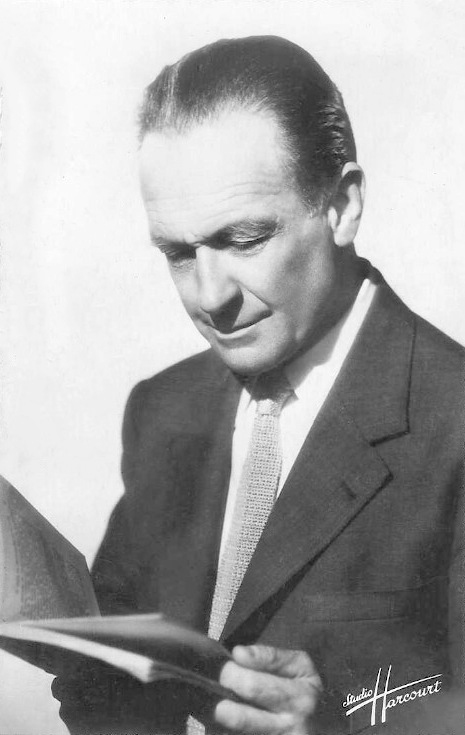
Pierre Fresnay (Baptiste Talon)
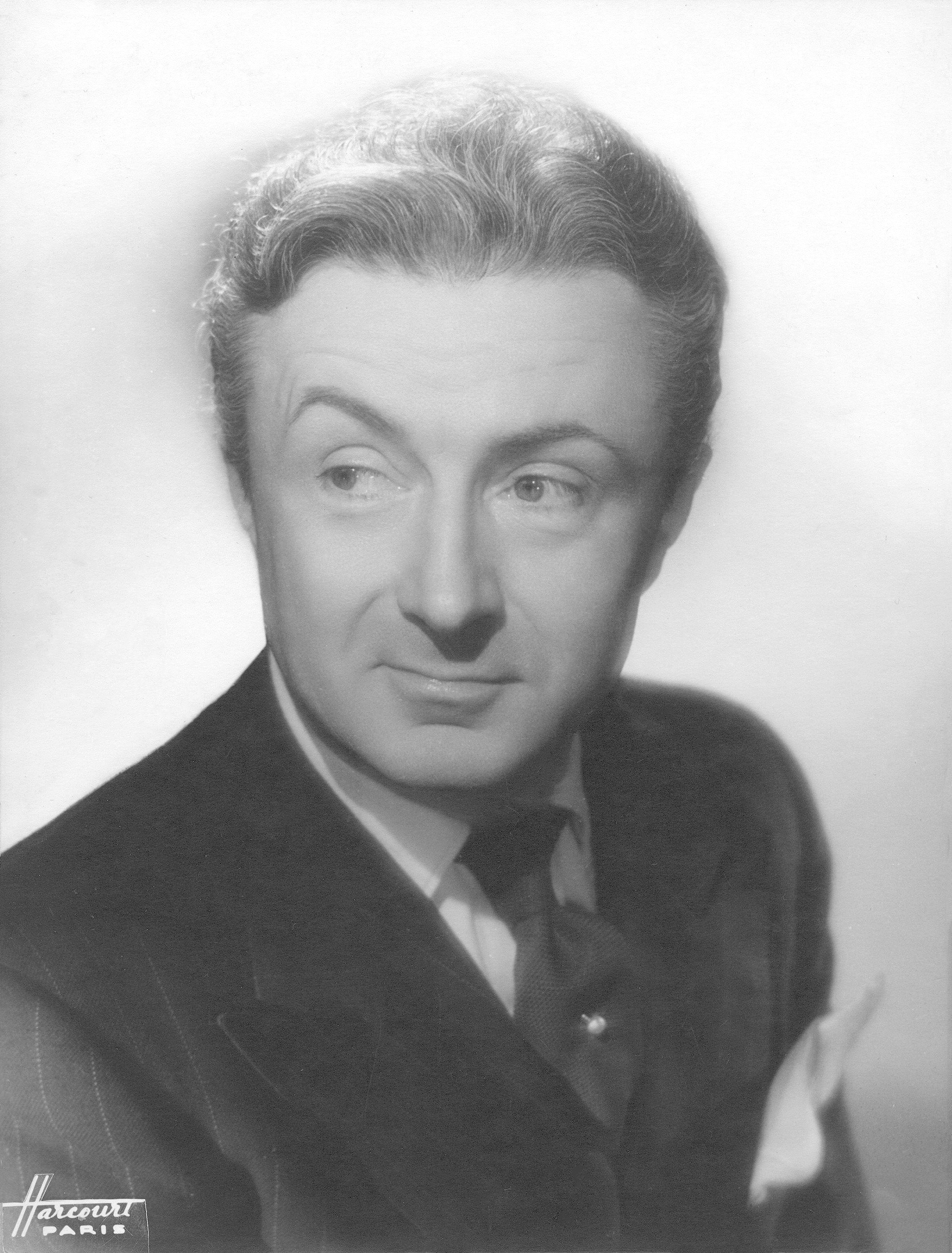
Noël-Noël (Blaise Poulossière)
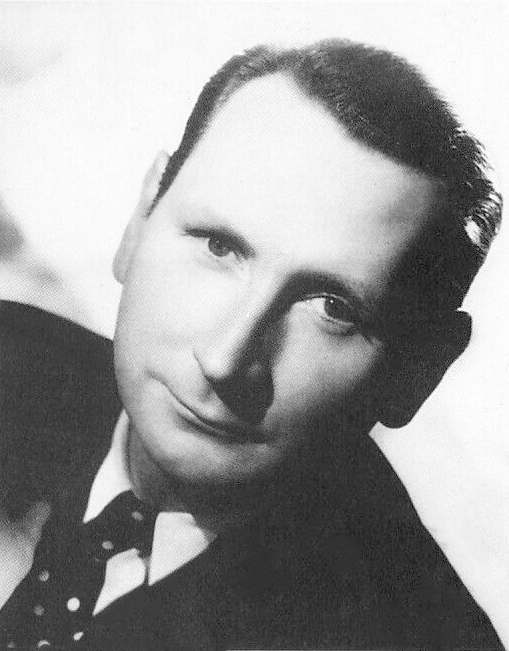
Alfred Adam (le chauffeur)
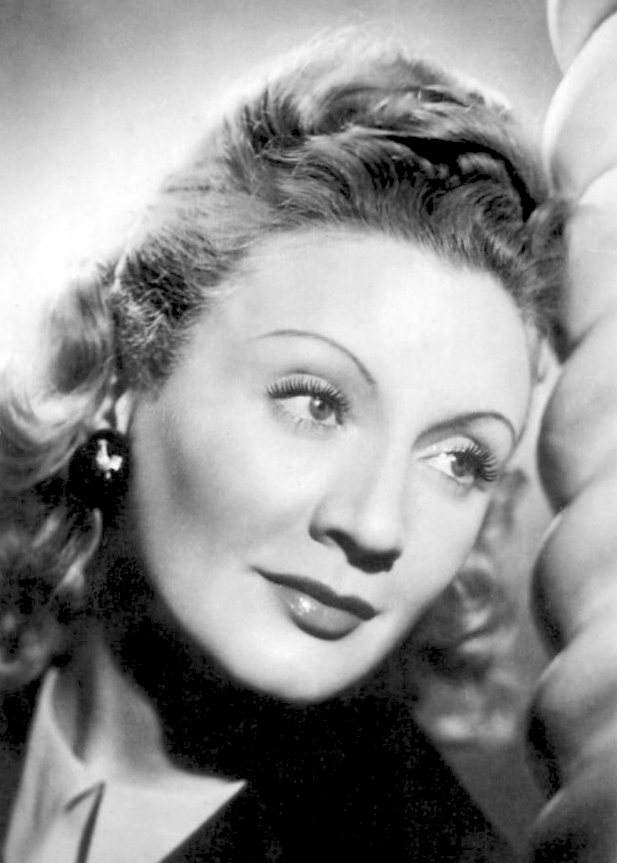
Mona Goya (patronne de la ferme)
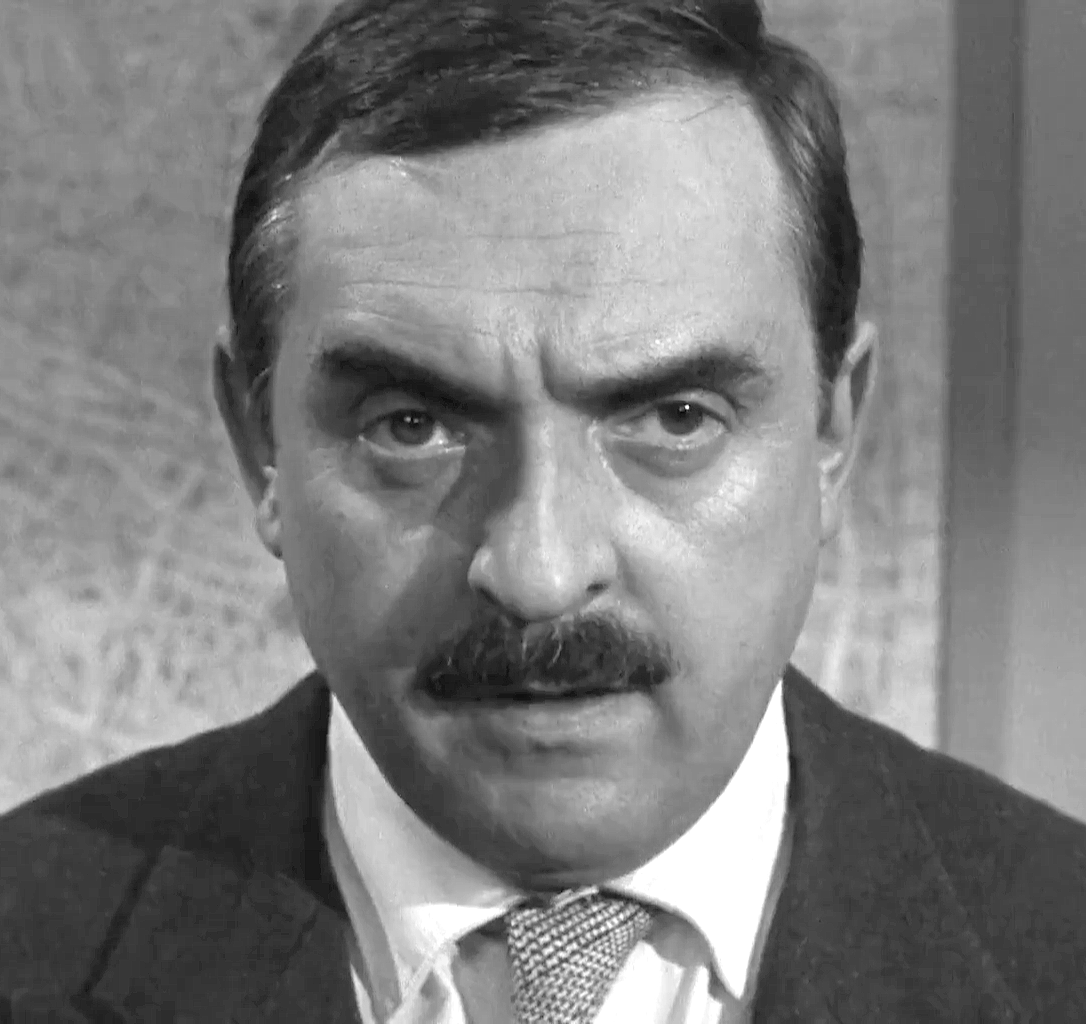
Jacques Marin (brigadier à vélo)
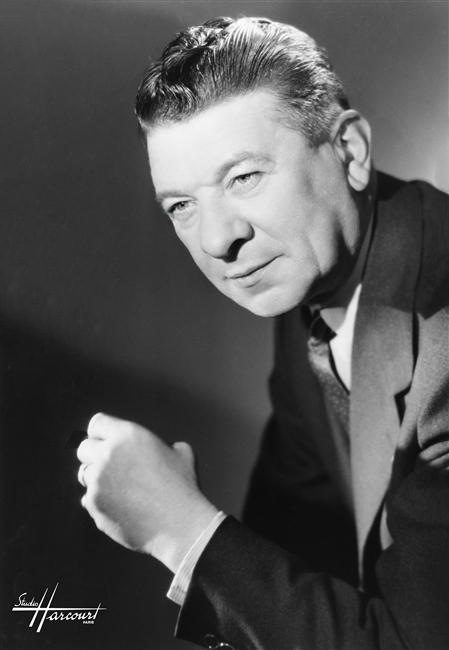
Robert Dalban (le fossoyeur)

## Fiche technique
- Titre original français : Les Vieux de la vieille
- Titre italien : Gli allegri veterani
- Réalisation : Gilles Grangier
- Scénario : d'après le roman de René Fallet (éditions Denoël)
- Adaptation : René Fallet, Gilles Grangier, Michel Audiard
- Dialogues : Michel Audiard
- Assistants réalisateurs : Guy Blanc, Joseph Drimal
- Directeur de la photo : Louis Page
- Caméraman : Henri Tiquet
- Assistants opérateurs : Marc Champion, Pierre Charvein
- Montage : Paul Cayatte, assisté de L. Marchand-Saurel
- Décors : Robert Bouladoux, assisté de Georges Richard et Jean Taillandier
- Maquillage : Yvonne Gasperina et Alex S. Ranesky
- Son : Jean Rieul, assisté de Marcel Corvaisier et Gabriel Salagnac
- Musique : Francis Lemarque et Paul Durand (éditions Paris-Etoile et Mondia-Music)
- Script-girl : Martine Guillou
- Ensemblier : Fernand Chauviret
- Régisseur : Alain Darbon, assisté de Georges Testard
- Photographe de plateau : Marcel Dole
- Producteur : Jacques Bar
- Directeur de production : Jacques Juranville
- Sociétés de production : Cité-Films, Cinetel, Silver Films, Terra Film, Fidès (Paris) et Titanus SPA (Rome)
- Format : Pellicule 35 mm - 1,65:1 - noir et blanc - son mono
- Tirage : Laboratoires Franay L.T.C. (Saint-Cloud)
- Durée : 86 minutes
- Genre : Comédie
- Société de distribution : Cinédis
- Visa d'exploitation : 22 879, délivré le 8 juillet 1960
- Date de sortie : 
  - France : 2 septembre 1960 aux cinémas Berlitz, Paris, et Pathé Wepler à Paris
  - Italie : 1961
- Box office : 
  - France : 3 477 455 entrées (10e film de l'année)[1]

## Distribution
- Jean Gabin : Jean-Marie Pejat, réparateur de vélos
- Pierre Fresnay : Baptiste Talon, retraité SNCF
- Noël-Noël : Blaise Poulossière, éleveur de cochons
- Mona Goya : Catherine, la patronne de la ferme
- Yvette Étiévant : Louise, la patronne du café
- André Dalibert : Anselme Poulossière, le fils de Blaise
- Yane Barry : Mariette, la petite fille de Blaise
- Paul Bisciglia : Jojo, le fiancé de Mariette
- Hélène Dieudonné : la supérieure de « Gouyette »
- Guy Decomble : le chauffeur de car
- Alexandre Rignault : le fermier qui reçoit Blaise
- Paul Mercey : le maire du village
- Jacques Marin : le brigadier à vélo (non crédité)
- Robert Dalban : Jérôme Ardouin, le fossoyeur
- Pierre Collet : le livreur de boissons
- Paul Faivre : Léon, un consommateur au café
- Albert Michel : le fils Bouilland
- Charles Bouillaud : le fils Bleuzet
- Gabriel Gobin : Étienne Lesage, l'employé de mairie
- Jean Favre-Bertin : M. Piolet, l'instituteur
- Bruno Balp : l'ouvrier de la salle communale
- Louis Lalanne : l'autre ouvrier de la salle communale
- Max Mégy : Gaston, le touriste en voiture
- Denise Carvenne : la touriste en voiture
- Jean-Pierre Rambal : l'arbitre de football (non crédité)
- Édouard Francomme : un consommateur au café (non crédité)
- Lisa Jouvet : la sœur conduisant la fourgonnette (non créditée)
- Yvonne Dany : une sœur de l'hospice (non créditée)
- Laure Paillette : une employée de la ferme (non créditée)
- René Hell : un consommateur au café ? (sous réserves, non crédité)
- Max Montavon : (sous réserves, non crédité)
- Josette Vardier : (sous réserves, non créditée)
- Georges Loriot : Un pensionnaire de Gouyette

## Autour du film
- C'est le dernier film tourné par Pierre Fresnay avant qu'il mette fin à sa carrière au cinéma.
- À l'époque du tournage, alors qu'il interprète un vieillard, Jean Gabin n’avait en réalité que 56 ans et ses deux partenaires 62 ans (Noël-Noël) et 63 ans (Pierre Fresnay). C'est le premier film dans lequel Gabin accepta une transformation physique afin de paraître plus vieux que son âge[2].
- Lieux de tournage : intérieurs au Studio Franstudio à Saint-Maurice (Val-de-Marne) ; extérieurs en Vendée : à Apremont (village de Tioune), au château de l'Audardière dans la commune d'Apremont (scène des retrouvailles avec Catherine), à Coëx (scènes de football), à La Chapelle-Palluau (scène du cimetière), à La Chaize-le-Vicomte (hospice de Gouyette), et aux Sables-d'Olonne[3].
- Deux téléviseurs apparaissent dans le film (un au café de Tioune, l'autre lors du déjeuner à la ferme) alors que la télévision n'est arrivée en Vendée qu'en avril 1960[4], après le tournage du film qui avait commencé dès l'automne 1959[2].
- Les noms des trois acteurs ne figurent pas au générique en début de film, ils sont remplacés par ceux de leurs personnages : Jean Gabin apparaît en tant que Jean-Marie Péjat, Noël-Noël sous le nom de Blaise Poulossière et Pierre Fresnay en tant que Baptiste Talon.

## Éditions vidéo
Les Vieux de la vieille sort en DVD/Blu-ray chez Gaumont le 7 octobre 2020, avec en supplément Le Trio infernal (23') et un documentaire inédit avec Jean-Jacques Jelot-Blanc et Jean-Pierre Bleys.